# Rae Dawn Chong
Rae Dawn Chong (Edmonton, Alberta, 28 de fevereiro de 1961) é uma atriz canadense.

## Vida e carreira
Rae é filha de Maxine Sneed e Tommy Chong. Ela e a irmã (a modelo e atriz Robbi Chong) foram criadas pela avó materna
. Seu pai descende de chineses, escoceses e irlandeses; sua mãe é afro-canadense.
Rae tornou-se conhecida ao atuar nos filmes A Guerra do Fogo (1981), A Cor Púrpura (1985), A Loucura do Ritmo (1984), Comando para Matar (1985), Os Irmãos Corsos (1984) e and Um Hippie nos Anos 90 (1990); neste último, trabalhou com seu pai. Rae ganhou o Genie Award de Melhor Atriz em 1983 por A Guerra do Fogo.. Seu período mais ativo no cinema foi nas décadas de 1980 e 1990. No entanto, continua a trabalhar tanto no cinema quanto na televisão. 
Rae casou-se duas vezes, e tem um filho, Morgan. Seu segundo marido foi o ator C. Thomas Howell, com quem contracenou em Confusão à Flor da Pele. Divorciaram-se em 1990.

## Trabalhos no cinema
- 1981 - La Guerre du Feu
- 1984 - Choose Me
- 1984 - Cheech & Chong's The Corsican Brothers
- 1984 - Beat Street
- 1984 - Fear City
- 1985 - City Limits
- 1985 - American Flyers
- 1985 - Commando
- 1985 - The Color Purple
- 1986 - Soul Man
- 1987 - The Squeeze
- 1987 - The Principal
- 1988 - Walking After Midnight
- 1989 - Rude Awakening
- 1990 - Tales from the Darkside: The Moviehi
- 1990 - Far Out Man
- 1990 - Chaindance
- 1991 - Denial
- 1991 - The Borrower
- 1991 - Prison Stories: Women on the Inside
- 1992 - When the Party's Over
- 1992 - Amazon
- 1993 - Time Runner
- 1994 - Boulevard
- 1994 - Boca
- 1995 - Power of Attorney
- 1995 - Crying Freeman
- 1995 - The Break
- 1995 - Hideaway
- 1996 - Starlight
- 1996 - Mask of Death
- 1997 - Highball
- 1997 - Goodbye America
- 1998 - Small Time
- 1999 - Dangerous Attraction
- 2000 - The Visit
- 2001 - Constellation
- 2005 - Deadly Skies

## Trabalhos na televisão
- 1980 - Top of the Hill
- 1985 - Badge of the Assassin
- 1990 - Curiosity Kills
- 1992 - Nitecap
- 1993 - Father & Son: Dangerous Relations
- 1996 - Highlander: The Series
- 1998 - Valentine's Day
- 2000-2002 - Mysterious Ways
- 2003 - Wild Card
- 2005 - Deadly Skies
- 2007 - That's So Raven